# مكتبة الأزهر
مكتبة الأزهر هي مكتبة عامة تابعة للأزهر الشريف أنشئت عام 1314هـ / 1897 بتوجيه من الشيخ محمد عبده، وكان شيخ الأزهر حينها حسونة النواوي.
تألفت نواتها الأولى من مجموعات الكتب المحفوظة بأروقة الجامع، ومكتبات بعض المساجد الأخرى. وكان عدد الكتب التي بدأت بها المكتبة يقدر بنحو 7703 كتاب، منها 6617 كتابا بطريق الإهداء و 1086 كتابا بطريق الشراء.

## المخطوطات
تحتوي أرفف مكتبة الأزهر على مخطوطات نادرة ومصاحف، يتحدث عنها الشيخ عبد القادر، قائلا: «يبلغ عدد المخطوطات النادرة بالمكتبة 34 ألف مخطوط يرجع تاريخها إلى القرن الثالث الهجري وما بعده، فيوجد عدد من المصاحف الشريفة والربعات المخطوطة لمختلف العصور منها ما هو منسوخ بالخط الكوفي والثلث والفارسي والنسخ ويغلب عليها الكتابة المحلاة بالزخارف والنقوش، منها قطعتان من مصحفين كتبا عام 465هـ، ومصحف مخطوط كتب عام 741هـ، ومصحف مخطوط عام 528هـ، أما مخطوطات القرن التاسع الهجري وما بعده فهي كثيرة جدا بمكتبة الأزهر».